# Крюгер, Ивар
Ивар Крюгер (швед. Ivar Kreuger; 2 марта 1880 — 12 марта 1932) — шведский инженер, финансист, предприниматель и промышленник, «Спичечный король», созданная им корпорация контролировала 75 % всего мирового производства спичек. Во времена Великой депрессии обанкротился и покончил с собой, застрелившись в номере парижской гостиницы.

## Биография
Крюгер родился в городе Кальмар в семье промышленника спичечной индустрии Кальмара Эрнста Августа Крюгера (1852—1946) и его жены Дженни Эмили Крюгер (1856—1949) (урождённой Форсман). У Ивара было пять братьев и сестер: Ингрид (род. 1877), Хельга (р. 1878), Торстен (р. 1884), Грета (род. 1889) и Бритта (род. 1891). Семейству Крюгеров принадлежало несколько спичечных фабрик в районе Кальмара. Школу Крюгер окончил в 16 лет. Он продолжил обучение в Королевском технологическом институте в Стокгольме, в котором он окончил механический факультет и факультет гражданского строительства со степенью магистра в возрасте 20 лет.
В 1908 году Крюгер стал соучредителем строительной компании Kreuger & Toll Byggnads AB, которая специализировалась на новых строительных технологиях. Благодаря агрессивным инвестиционным и инновационным финансовым инструментам, он построил глобальную спичечную и финансовую империю. В период между двумя мировыми войнами путём скупки европейских и американских спичечных монополий создал спичечную империю, контролирующую две трети мирового производства спичек и стал известен как «Спичечный король». Финансовая империя Крюгера рухнула во время Великой депрессии. 12 марта 1932 года Крюгер застрелился в номере парижской гостиницы.
В двадцатые годы он владел или контролировал три четверти мирового рынка спичек.
Инженер по образованию, он объездил весь свет, пока наконец в 1907 году не вернулся в родную Швецию и не создал собственную строительную компанию. Строя по всей Европе, он настолько преуспел в своем деле, что вскоре начал открывать банковские филиалы и заниматься финансированием кинофильмов. Он даже оплатил первую роль Греты Гарбо.
В 1915 году он обратил взоры на спичечный бизнес, так как понял, что в отличие от местных спичечных фабрикантов может организовать снабжение производства фосфором и углекислым калием. Он получил хорошие прибыли, скупил компании своих конкурентов и к 1917 году уже полностью контролировал шведскую спичечную промышленность. С этого он начал завоевание мира. В те годы в странах с непрочным финансовым положением было довольно несложно получить монополию, подкупив их тогдашние правительства. Крюгер объездил Францию, Югославию, Турцию, Восточную Европу, Центральную и Южную Америку, приобретая одну спичечную монополию за другой.
Он умел вести дела, и ему сопутствовала удача. Но была в нем какая-то странность, что-то не соответствующее облику серьезного бизнесмена. Может быть, так проявлялась его личность. Или это был род паранойи. Или просто его гений работал в неправильном режиме. Но как бы то ни было, он начал принудительно приращивать к своей империи какие-то сомнительные заморские компании, отмывая свои доходы через их акции на предьявителя.
В двадцатых годах, во время краха фондовой биржи в 1929 году, и в самом начале тридцатых годов он продолжал заявлять фантастические прибыли и предлагать своим вкладчикам дивиденды на два, три и даже четыре пункта выше, чем они могли получить где-либо еще. Когда поползли слухи, что он может оказаться неплатежеспособным, Крюгер специально заплатил на 150 тысяч долларов больше налогов, чтобы убедить мир, что он по-прежнему на коне.
Таков был его стиль – работать на публику. Доходило до того, что, стараясь произвести впечатление на своих посетителей, он иногда делал вид, что говорит по телефону с сильными мира сего. И порой люди действительно верили, что его собеседник на другом конце провода сам Сталин. Впрочем, в годы правления Гувера он действительно часто бывал в Белом доме. Он носился по всему свету, проворачивая сделки, о которых взахлеб писали ежедневные газеты. Эти сделки давали его спичечной монополии новых инвесторов. Но все это было слишком хорошо. Дело в том, что его компании действительно делали деньги, но ни одна из них не делала столько, чтобы платить такие немыслимо вздутые дивиденды. Пытаясь сохранить видимость благополучия, он начал подделывать кредитные билеты, причем, чтобы не мелочиться, сразу подделал кредитный билет на сумму 143 миллиона долларов, якобы полученный от итальянского правительства. К 1930 – 1931 году он уже не мог выдерживать напряжения своих все увеличивающихся обманов и мошенничеств. Здоровье стало сдавать – он перенес инсульт.
«Я не могу больше думать, – признавался он в то время. – Я схожу с ума».
12 марта 1932 года в своей квартире в Париже Ивар Крюгер застрелился.
Он думал, что он разорен.
Без него его компании развалились как карточный домик.
В период с 1917 по 1932 год Крюгер получил что-то около 650 миллионов долларов. Но несколько сотен миллионов было промотано. Еще сто миллионов было просто потеряно. Крюгер говорил: «Я построил свое дело на самом надежном фундаменте, какой только можно найти, – на человеческой глупости». В его устах это выглядело особенно странно, потому что к моменту своей смерти он еще стоил двести миллионов долларов.